# ジョーン・エイケン
ジョーン・エイケン（Joan Aiken、1924年9月4日 - 2004年1月4日）はイースト・サセックス州ライ出身のイギリスの児童文学作家。家族にも作家が多く、父親はピューリッツァー賞受賞詩人のコンラッド・エイケン、妹も作家のジェーン・エイケン・ホッジ。翻訳者により「ジョーン・エイキン」と表記される。
作家になる前はBBCと国際連合広報センターで仕事をしていた。文学作家デビュー前は子供向けの童話やホラーが主な仕事だった。彼女の作風はエドガー・アラン・ポーに影響を受けている。1969年に、「ささやき山の秘密」でガーディアン賞、1972年にエドガー賞を受賞した。

## 作家活動
おおかみ年代記を含む著名な作品の多くで、イングランド王ジェームス2世のイギリス革命時代が舞台になっているが、作品の中で盛んにハノーバー家は君主に対し扇動を行うなどフィクションを含めた精巧な設定が使われている。また、ロンドンの地理に独自の地理を加えて架空の地理を交えた設定を使用している。
童話シリーズの中でアラベルとモルティマーシリーズではイラストをクェンティン・ブレイクが担当している。その他のイラストについてはジャン・ピエンコースキーが担当している。おおかみ年代記シリーズ等のイラストについては、パット・マリオットが担当した。
多くの著作の中で大人向けの小説については「ジェーン・オースチン（Jane Austen）」が補完している。これらにはMansfield RevisitedとJane Fairfaxを含んでいる。
彼女は生涯怪談のファンだった。彼女が好きだった作家はM・R・ジェイムズ、フィッツ＝ジェイムズ・オブライエン、ニュージェント・バーカーである。彼女は大人向け超自然小説「The Haunting Of Lamb House」（直訳：忘れられないラム・ハウス）を書き、ラム・ハウスをライに置いた（現在ではナショナル・トラスト所有地）。この怪談の物語はラム・ハウスの元住人2人（ヘンリー・ジェイムズとE.F.ベンソン）が体験談を語る形で書かれている。この2人は自著で怪談も書いている。彼女の父であるコンラッド・エイケンもまた、少ないながら著名な怪談を書いた。
1976年にアメリカ人の画家、ジュリアス・ゴールドスティーンと結婚。
2004年1月4日、息子と娘を残し、79歳で死去。

## シリーズ作品
邦題のないタイトルは日本語未訳作品。

### おおかみ年代記
- 「ウィロビー・チェースのおおかみ」 The Wolves of Willoughby Chase 1963年（大橋善恵訳 冨山房 1975年、こだまともこ訳 冨山房 2008年）
  - 『ウィロビー館のオオカミ』掛川恭子訳, 三木由記子 絵. 講談社青い鳥文庫, 1992.7
- 「バタシー城の悪者たち」 Black Hearts in Battersea 1964年（大橋善恵訳 冨山房 1976年、こだまともこ訳 冨山房 2011年）
- 「ナンタケットの夜鳥」 Nightbirds on Nantucket 1966年（大橋善恵訳 冨山房 1977年）
- 「ささやき山の秘密」 The Whispering Mountain 1968年（越智道雄訳 冨山房 1978年）
- 「ぬすまれた湖」 The Stolen Lake 1981年（大橋善恵訳 冨山房 1989年）
- Dangerous Games （イギリス出版時のタイトル:Linbo Lodge) 1999年
- 「かっこうの木」 The Cuckoo Tree 1971年（大橋善恵訳 冨山房 1980年）
- 「ダイドーと父ちゃん」 Dido and Pa 1986年（こだまともこ訳 冨山房 2008年）
- 「少女イス 地下の国へ」 Is Underground （イギリス出版時のタイトル：Is Undergrounds) 1992年（こだまともこ訳 冨山房 2010年）
- 「コールド・ショルダー通りのなぞ」 Cold Shoulder Road  1995年（こだまともこ訳 冨山房 2012年）
- Midwinter Nightingale 2003年
- The Witch of Clatteringshaws 2005年

### ハノーバー党物語
- Midnight is a Place

### アラベルとモルティマーシリーズ
- 「かってなカラスおおてがら」 Arabel's Raven 1972年（猪熊葉子訳 岩波書店 1981年）
- 「カラスゆうかいじけん」 Escaped Black Mamba 1973年（猪熊葉子訳 岩波書店 1981年）
- The Bread Bin 1974年
- Mortimer's Tie 1976年
- The Spiral Stair 1979年
- Arabel and Mortimer 1980年
- Mortimer's Portrait on Glass 1981年
- The Mystery of Mr Jones's Disappearing Taxi 1982年
- Mortimer's Cross (novel)|Mortimer's Cross 1983年
- Arabel and the Escaped Black Mamba 1984年
- A Call at the Joneses 1985年
- Mortimer Says Nothing 1985年
- Mortimer and the Sword Excalibur 1987年
- Mortimer and Arabel 1992年
- The Adventures of Arabel and Mortimer 1993年
- Mortimer's Mine 1994年
- Mayhem in Rumbury 1995年
- Mortimer's Bread Bin 2001年

### フェリックス三部作
- Go Saddle the Sea 1978年
- Bridle the Wind 1983年
- In the Teeth of the Gale 1988年

### その他の作品
- The Third Wish 1955年
- 「暗闇にうかぶ顔」 Night Fall 1969年（小林与志画・蕗沢忠枝訳 あかね書房 1981年）
- The Green Flash 1971年
- A Harp of Fishbones 1972年
- Mansfield Revisited 1984年
- 「心の宝箱にしまう15のファンタジー」A HANDFUL OF GOLD 1995年（三辺律子訳　竹書房 2006年） 
  - 『ひとにぎりの黄金 宝箱の章』『ひとにぎりの黄金 鍵の章』竹書房文庫 三辺律子 訳 2013.12
- Emma Watson: The Watsons Completed 1996年
- Jane Fairfax: The Secret Story of the Second Heroine in Jane Austen's Emma 1997年 ISBN 031215707X
- The Youngest Miss Ward 1998年
- Lady Catherine's Necklace 2000年
- 「アーミテージ一家のお話」猪熊葉子訳　岩波少年文庫、2010

1、おとなりさんは魔女
2、ねむれなければ木にのぼれ
3、ゾウになった赤ちゃん
- 『月のケーキ』三辺律子 訳. 東京創元社, 2020.4
- 『夜八時を過ぎたら…』井辻朱美訳, ヤン・ピアンコフスキー 絵. くもん出版, 1995.7
- 『しらゆきひめ』（再話）ベリンダ・ダウンズ 刺繍, せなあいこ 訳. 評論社, 2002.11
- 『子どもの本の書きかた』猪熊葉子 訳. 晶文社, 1986.8
- 『しずくの首飾り』猪熊葉子 訳, ヤン・ピアンコフスキー 絵. 岩波書店, 1975 のち岩波少年文庫
- 『海の王国』ヤン・ピアンコフスキー 絵, 猪熊葉子 訳. 岩波書店, 1976.7
- 『とんでもない月曜日』(岩波少年文庫) 猪熊葉子 訳 1978.4
- 『魔法のアイロン』 (岩波少年文庫) 猪熊葉子 訳. 1988.11
- 『台所の戦士たち』大橋善恵 訳, 三木由記子 絵. ほるぷ出版, 1988.3
- 『ぬすまれた夢』井辻朱美訳, マーガレット・ウォルティー 絵. くもん出版, 1992.9
- 『月のしかえし』アラン・リー 絵, 猪熊葉子 訳. 徳間書店, 1995.11
- 『ふしぎな八つのおとぎばなし』クェンティン・ブレイク 絵, こだまともこ 訳. 冨山房, 2012.12
- 『レンタルの白鳥 その他のちょっと怖いお話十五篇』秋國忠教 訳. 文芸社, 2012.2